# Берри, Билл
Уильям Томас «Билл» Берри (англ. William Thomas "Bill" Berry: род. 31 июля 1958 года, Дулут, штат Миннесота, США) — американский музыкант и мультиинструменталист, наиболее известен как барабанщик альтернативной рок-группы R.E.M. Помимо своего основного амплуа ударника, Берри играл на многих других инструментах, включая гитару, бас-гитару и фортепиано, как для сочинения песен, так и на записях группы. После 17 лет проведенных в группе, Берри покинул музыкальную индустрию, чтобы стать фермером. С тех пор он ведет уединенный образ жизни, периодически выступая с R.E.M. и участвуя в записях других музыкантов.

## Биография
Берри родился в городе Дулут, штат Миннесота, он был пятым ребёнком в семье Дона и Анны. В возрасте трех лет, Берри вместе с семьей переехал в пригород Милуоки, штат Висконсин, где они проживали течение следующих семи лет. В 1968 году семья Билла вновь переехала, на этот раз в Сандаски, штат Огайо, на берег озера Эри.
В 1972 семейство Берри окончательно переехало, обосновавшись в городе Мэйкон, штат Джорджия, как раз в это время, Билл достиг возраста, чтобы поступить среднюю-школу Mount de Sales Academy. Именно там он познакомился с басистом Майком Миллзом, и вместе они играли в нескольких группах. Их первая попытка сделать музыкальную карьеру не имела успеха. В итоге, Берри и Миллз решили устроиться на дневную работу, чтобы заработать денег. Они арендовали квартиру на Арлингтон Плэйс в Мейконе, и Билл получил работу в агентстве по продаже билетов Paragon, по соседству.
Берри и Миллз переехали в город Атенс в 1978 году, где они встретили Майкла Стайпа и Питера Бака. Там же Берри изучали предварительное право в Университете Джорджии, но в итоге бросил учёбу.

## Дискография

### Без музыкантов R.E.M.
| Исполнитель      | Название                                               | Год                        | Амплуа               |
| ---------------- | ------------------------------------------------------ | -------------------------- | -------------------- |
| 13111            | My Bible Is the Latest TV Guide/Things I’d Like to Say | 1989                       | Сольный проект       |
| Билл Берри       | n/a                                                    | 17 декабря, 1997           | Ударные              |
| Билл Берри       | Riviera Nap                                            | 2000                       | Соавторство, ударные |
| Rick Fowler      | Back on My Good Foot                                   | 2008                       | Ударные              |
| Love Tractor     | n/a                                                    | 1980                       | Ударные              |
| Love Tractor     | Love Tractor                                           | 1982                       | Композитор           |
| Love Tractor     | The Sky at Night                                       | 2001                       | Перкуссия            |
| Michelle Malone  | New Experience                                         | 1988                       | Ударные              |
| Rana             | n/a                                                    | Июль 2001                  | Продюсирование       |
| Widespread Panic | n/a                                                    | 1 марта, 2000 — Атенс, США | Ударные              |
| WUOGerz          | n/a                                                    | 1979                       | Ударные              |

### С Питером Баком и Майком Миллзом
| Исполнитель        | Название                                                         | Год                           | Амплуа                        |
| ------------------ | ---------------------------------------------------------------- | ----------------------------- | ----------------------------- |
| [Frat party band]  | n/a                                                              | ?                             | Ударные, гитара, бас          |
| Hindu Love Gods    | n/a                                                              | 14 февраля, 1984 — Атенс, США | Ударные, гитара, бас          |
| Hindu Love Gods    | n/a                                                              | 29 февраля, 1984 — Атенс, США | Ударные, гитара, бас          |
| Hindu Love Gods    | n/a                                                              | 1 июня, 1984 — Атенс, США     | Ударные, гитара, бас          |
| Hindu Love Gods    | Gonna Have a Good Time Tonight/Narrator                          | 1986                          | Ударные, гитара, бас          |
| Hindu Love Gods    | n/a                                                              | 20 января, 1986 — Атенс, США  | Ударные, гитара, бас          |
| Hindu Love Gods    | Hindu Love Gods                                                  | 1990                          | Ударные, гитара, бас          |
| Hindu Love Gods    | Raspberry Beret/Wang Dang Doodle/Mannish Boy                     | 1990                          | Ударные, гитара, бас          |
| Indigo Girls       | Indigo Girls                                                     | 1990                          | Ударные, гитара, бас          |
| Southern Gentlemen | n/a                                                              | 11 мая, 1988 — Атенс, США     | Ударные, гитара, бас          |
| The Spongetones    | Torn Apart                                                       | 1984                          | Хлопанье в ладоши             |
| Nikki Sudden       | The Jewel Thief                                                  | 1991                          | Ударные, гитара, бас          |
| Nikki Sudden       | I Belong to You/Alley of the Street/Jigsaw Blues                 | 1991                          | Ударные, гитара, бас          |
| The Troggs         | Don’t You Know/Nowhere Road                                      | 2 февраля, 1992               | Ударные, гитара, бас, соавтор |
| The Troggs         | Athens, Andover                                                  | 23 марта, 1992                | Ударные, гитара, бас, соавтор |
| The Troggs         | Together/Crazy Annie/Turned into Love                            | 1992                          | Ударные, гитара, бас          |
| The Troggs         | Athens and Beyond                                                | 1999                          | Ударные, гитара, бас          |
| Уоррен Зивон       | Sentimental Hygiene                                              | 1987                          | Ударные, гитара, бас, соавтор |
| Уоррен Зивон       | Sentimental Hygiene/The Factory/Leave My Monkey Alone            | август 1987                   | Ударные, гитара, бас          |
| Уоррен Зивон       | Bad Karma/Boom Boom Mancini/Leave My Monkey Alone                | ноябрь 1987                   | Ударные, гитара, бас          |
| Уоррен Зивон       | Reconsider Me/The Factory/Bad Karma                              | февраль 1988                  | Ударные, гитара, бас          |
| Уоррен Зивон       | Splendid Isolation/Even a Dog Can Shake Hands/Bad Karma/Gridlock | 1989                          | Ударные, гитара, бас, соавтор |
| Уоррен Зивон       | Even a Dog Can Shake Hands                                       | 1999                          | Ударные, гитара, бас, соавтор |

### С Питером Баком
| Исполнитель     | Название      | Год  | Амплуа            |
| --------------- | ------------- | ---- | ----------------- |
| Doubting Thomas | Blue Angel    | 1993 | Ударные, гитара   |
| Tony Trischka   | World Turning | 1993 | Бузуки, перкуссия |